# Gottfried Lengnich

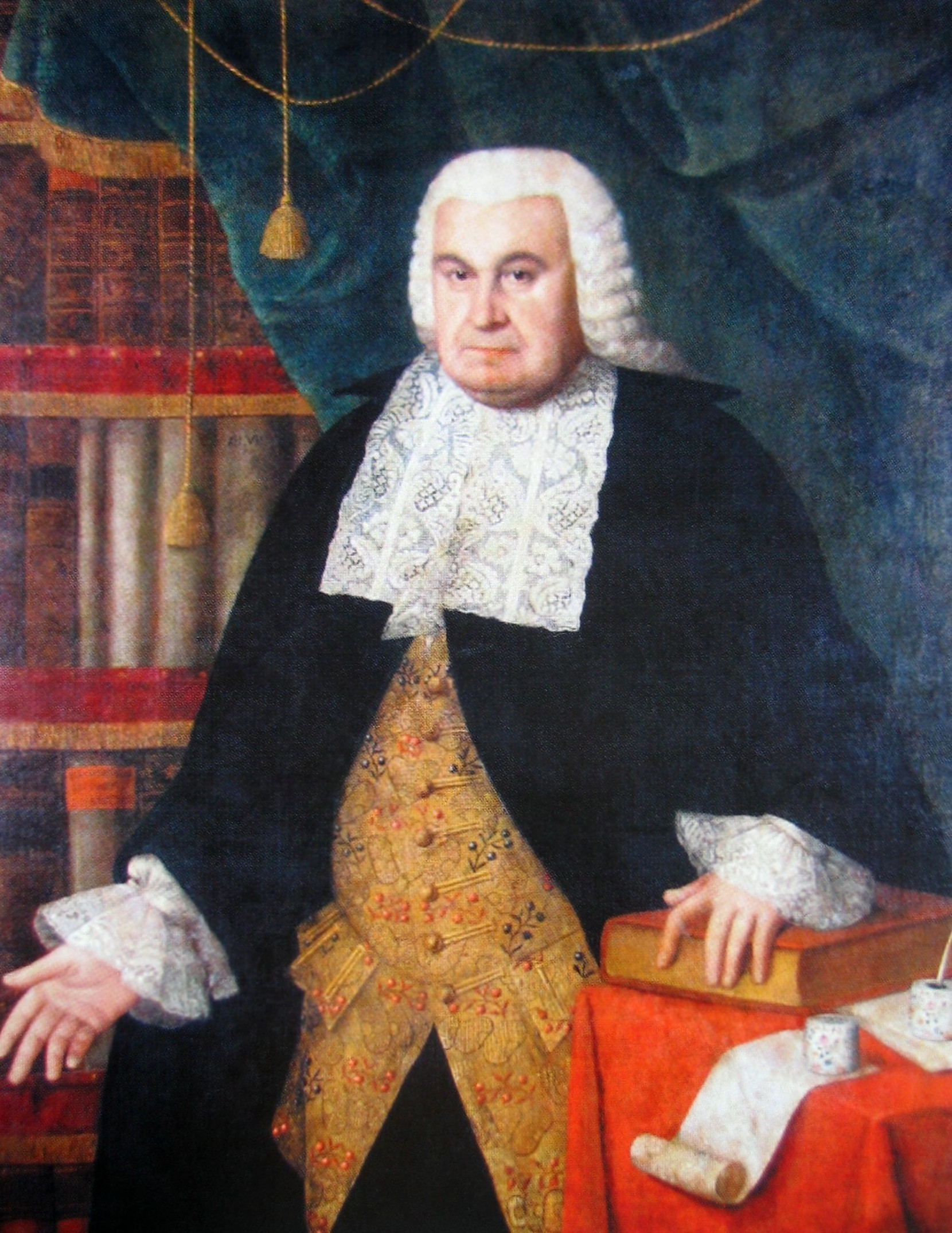
Gottfried Lengnich

Gottfried Lengnich (poln. Gotfryd Lengnich) (* 4. Dezember 1689 in Danzig; † 28. April 1774 ebenda) war ein Danziger Historiker, Jurist und Staatstheoretiker.

## Leben
Lengnich stammte aus einer Kaufmannsfamilie. Er besuchte zunächst das Akademische Gymnasium Danzig und studierte dann ab 1710, vor allem vom Gelehrten Nikolaus Hieronymus Gundling angezogen, in Halle Jura, Geschichte und Rhetorik. Hier konnte er durch Gundlings Zutun, an der Zeitschrift Neue Hallische Bibliothek mitarbeiten.
Nach Abschluss des Studiums kehrte er nach Danzig zurück. Zunächst ohne Anstellung, widmete er sich historischen Studien und publizierte ab 1718 die Zeitschrift Polnische Bibliothek, die ein Jahr später eingestellt wurde. Lengnich wollte die Geschichtsschreibung seines Landes auf eine kritische und wissenschaftliche Basis stellen. Danzig war, als Teil Preußen königlichen Anteils, seit 1466 der Krone Polens zugeordnet. Er schrieb in seinem Buch Geschichte der Preußischen Lande:

„Durch die freiwillige Übergabe an den König von Polen unterwarff sich Preussen einem neuen Herrn, ohne von den alten Freyheiten abzutreten... Der Verknüpfung mit einem fremden Volck machte in den Haubt-Stücken der bißherigen Verfassung keine Änderung... der König ..hatte sich nach verschiedenen Vorschriften zu richten. Hieraus folgte, daß die Polen und Preussen auch unter einem Könige zweene besondere Staaten ausmachten.“

Das westliche Preußen kam 1772/1793 zum Königreich Preußen.
1721 beauftragte ihn der Rat der Stadt mit der Fortsetzung der Historia Rerum Prussicarum (1592) von Caspar Schütz; die neunbändige Geschichte der preußischen Lande erschien von 1722 bis 1725 und gilt als sein Hauptwerk. 1729 wurde er als Professor für Poesie, Rhetorik, Geschichte und Recht ans Akademische Gymnasium Danzig berufen. Außerdem war er zeitweise Erzieher des späteren Königs Stanislaus Poniatowski. 1738 wurde er Ehrenmitglied der Sankt Petersburger Akademie der Wissenschaften, 1740 Berater von König August III. Als Danziger Stadtsyndikus versuchte er ab 1750 zwischen dem polnischen Hof, dem vor allem aus Gelehrten gebildeten Rat der Stadt und der kaufmännischen Opposition zu vermitteln, zugleich erforschte und systematisierte er die überlieferten Rechtsvorschriften der Stadt.
1740 schrieb Lengnich das Buch Polnische Geschichte, welches 1741 in Dan(t)zig gedruckt wurde. Er widmete es Herren Stanislao Ciolek Poniatowski. Lengnich gilt als einer der Pioniere der aufgeklärten Historiographie in Polen. Politisch unterstützte er die Autonomiebestrebungen des Bürgertums in Danzig und im polnischen Preußen, die er mit Daniel Gralath und zwei weiteren Danziger Ratsherren juristisch und historisch belegte und betrachtete preußische Lande ausdrücklich als sein „Vaterland“. Programmatisch nannte er als Erscheinungsort der ersten Ausgabe der Polnischen Bibliothek das Städtchen Tannenberg. Dort unterlag im Jahr 1410 das Heer des Deutschen Ordens in der Schlacht bei Tannenberg (1410) den vereinten Polnisch-Litauischen Kräften, was später die Loslösung der preußischen Städte vom Orden ermöglichte.

## Werke
- Des Syndicus der Stadt Danzig Gottfried Lengnich ius publicum civitatis Gedanensis oder der Stadt Danzig Verfassung und Rechte (online). Hrsg. O. Günther, Danzig 1900 (ursprgl. nur für den internen Gebrauch der Stadtverwaltung bestimmt).
- Geschichte der Preußischen Lande Königlich-Polnischen Antheils seit dem Jahre 1526. Thomas Johann Schreiber, Danzig 1722–1727.
  - Band 1: Seit dem Jahr 1526. Biß auf den Todt Königes Sigismundi I. Danzig 1722. (online)
  - Band 2: Unter der Regierung Sigismundi Augusti. Danzig 1723. (online)
  - Band 3: Seit dem Ableben Sigismund Augusti, Bis auf dem Tode Königs Stephani Der zu Ende des Jahres 1586 eingefallen. Danzig 1724. (online)
  - Band 4: Die sich seit dem Ableben Königes Stephani unter der Regierung Sigismundi III bis ins Jahr 1605 zugetragen. Danzig 1726. (online)
  - Band 5: Seit dem Jahr 1606. Bis auf das Ableben Königes Sigismundi III. Danzig 1727. (online)
- Polnische Geschichte Von Lechii bis August, 1740/41, Dan(t)zig- später in lateinisch
- Historia Polona A Lecho In Annum 1748. Danzig 1750.
- Jus Publicum Prussiae Polonae. Danzig 1758.